# Epsilon Tauri b
Epsilon Tauri b, chiamato anche Amateru, è un massiccio pianeta extrasolare in orbita attorno alla stella Epsilon Tauri secondo una traiettoria moderatamente eccentrica. Il pianeta è posto ad una distanza maggiore di quella che separa la Terra ed il Sole. Pur non essendo nota la sua inclinazione orbitale, la sua grande massa (oltre 7 volte quella di Giove) farebbe presupporre che si tratti di un gigante gassoso.
Il pianeta orbita attorno ad una delle quattro stelle giganti situate nell'ammasso aperto delle Iadi. La stella, che ha una massa 2,7 volte quella del Sole, è la stella più massiccia ad ospitare un pianeta. Gli astronomi ritengono che la stella, quando si trovava nella sua sequenza principale, fosse una nana di classe spettrale A.